# Meg Tilly
Pour les articles homonymes, voir Tilly.
Meg Tilly, née Margaret Elizabeth Chan le 14 février 1960 à Long Beach en Californie, est une actrice américano-canadienne.
Elle est la sœur cadette de l'actrice Jennifer Tilly.

## Biographie
Son père, Harry Chan, était un vendeur de voitures d'occasion sino-américain. Sa mère, Patricia Tilly, était maîtresse d'école. Meg est la troisième des quatre enfants du couple. Elle avait trois ans quand ses parents ont divorcé, et elle suivit sa mère et son beau-père, John Ward, au Canada, en Colombie-Britannique. Elle fit ses études à l'Esquimalt High School de Victoria.
A dix ans, elle commença à étudier la danse, et fit ses débuts au cinéma en 1980 dans le film d'Alan Parker, Fame. Mais une sérieuse blessure au dos l'obligea à abandonner la danse. Elle se lança alors dans une carrière d'actrice avec deux films (Psycho II et The Big Chill) suivis en 1985 par Agnes of God pour lequel elle fut nommée aux Oscars et gagna un Golden Globe. Elle fut Madame de Tourvel, dans Valmont, la version des Liaisons dangereuses signée Miloš Forman.
Meg Tilly écrivit aussi un roman (Singing Songs) qui raconte l'histoire d'une jeune fille et de ses sœurs molestées par leur beau-père. Le livre est autobiographique et fait même allusion à des abus sexuels commis par le beau-père.
Meg Tilly a trois enfants : Emily (née en 1984) et David (né en 1986) de son mariage avec le producteur de films Tim Zinnemann dont elle divorça en 1989, et William (né en 1990), fruit de sa relation de cinq ans avec l'acteur britannique Colin Firth.
Elle a été mariée à John Calley, ancien président de Sony Pictures, de 1995 à 2002.
Elle est maintenant remariée et vit en Colombie-Britannique. En 2012, elle est cependant revenue à la télévision dans la mini-série Bomb Girls, qui suit le quotidien d'hommes et de femmes dans une usine de fabrication de bombes durant la Seconde Guerre mondiale. Son dernier film date de 2017, car elle a décidé de prendre sa retraite d'actrice pour élever ses enfants.
En 2022, elle fait un retour exceptionnel à la télévision dans un épisode spécial de la série télévisée Chucky, où elle y interprète son propre rôle, la sœur de Jennifer Tilly et la tante de Glen et Glenda.

## Filmographie

### Cinéma
- 1980 : Fame d'Alan Parker : La danseuse principale
- 1982 : Tex de Tim Hunter : Jamie Collins
- 1983 : Nuit noire de Tom McLoughlin : Julie Wells
- 1983 : Psychose 2 de Richard Franklin : Mary Loomis
- 1983 : Les Copains d'abord de Lawrence Kasdan : Chloe
- 1984 : Impulse (en) de Graham Baker : Jennifer
- 1985 : Agnès de Dieu de Norman Jewison : Sœur Agnès
- 1986 : Le flic était presque parfait de Michael Dinner : L'officier Rachel Wareham
- 1988 : Masquerade de Bob Swaim : Olivia Lawrence
- 1988 : The Girl in a Swing (en) de Gordon Hessler : Karin Foster
- 1989 : Valmont de Miloš Forman: Madame de Tourvel
- 1990 : The Two Jakes de Jack Nicholson : Kitty Berman
- 1992 : En quête de liberté (Leaving Normal) d'Edward Zwick : Marianne
- 1993 : Body Snatchers d'Abel Ferrara : Carol Malone
- 1994 : Sleep with Me de Rory Kelly : Sarah
- 2016 : Antibirth (en) de Danny Perez : Lorna
- 2017 : War Machine de David Michôd : Jeannie McMahon

### Télévision

#### Téléfilms
- 1990 : Carmilla : Carmilla
- 1990 : In the Best Interest of the Child de David Greene : Jennifer Colton
- 1994 : Trick of the Eye de Ed Kaplan : Faith Crowell
- 1995 : Journey (en) de Tom McLoughlin : Min
- 2014 : Bomb Girls : Facing the Enemy de Jerry Ciccoritti : Lorna Corbett

#### Séries télévisées
- 1981 : Insight (épisode The Trouble with Grandpa) de Michael Rhodes : Dorie
- 1982 : Capitaine Furillo (Hill Street Blues) (saison 2, épisode 15) de Thomas Carter : prostituée
- 1989 : Nightmare Classics (en) (épisode 2) de Gabrielle Beaumont : Camilla
- 1993 : Les Contes d'Avonlea (saison 4, épisode 6) de Graeme Campbell : Evelyn Grier
- 1993 : Fallen Angels (saison 1, épisode 1) de Phil Joanou : Lois Weldon
- 1994 : Winnetka Road (en) : George Grace
- 2010 : Caprica (saison 1, épisodes 10 et 16) : Mère
- 2012-2013 : Bomb Girls : Lorna Corbett
- 2022 : Chucky (saison 2, épisode 4) : Elle-même